# Вегенштеттен
Вегенштеттен (нем. Wegenstetten) — коммуна в Швейцарии, в кантоне Аргау.
Входит в состав округа Рейнфельден.  Население составляет 1071 человек (на 31 декабря 2007 года). Официальный код  —  4262.